# Mi vecino Totoro
Mi vecino Totoro (となりのトトロ Tonari no Totoro?) es una película de animación japonesa de 1988 escrita y dirigida por Hayao Miyazaki y producida por Studio Ghibli. El filme —protagonizado por los actores Noriko Hidaka, Chika Sakamoto y Hitoshi Takagi— cuenta la historia de una familia y sus interacciones con un espíritu del bosque al que llaman «Totoro», en un Japón de la posguerra. Mi vecino Totoro ganó el premio Anime Grand Prix de Animage, el Mainichi Film Award y el Kinema Junpo Award en la categoría de «Mejor película» en 1989. También recibió un premio especial en los Blue Ribbon Awards de ese mismo año. Es el cuarto largometraje realizado por Studio Ghibli, del cual Totoro es su logotipo. Fue elegida por la revista británica Time Out como la mejor película de animación de la historia.
La película y su personaje Totoro se han convertido en iconos culturales. La cinta resultó en el puesto 41 de la lista «The 100 Best Films of World Cinema» en la revista británica Empire en 2010, mientras que Totoro se posicionó en el puesto número dieciocho en la categoría de mejor personaje animado. También, en una lista de las mejores películas animadas realizada por Terry Gilliam en la revista Time Out, el filme se posicionó en el puesto número uno. En una lista similar hecha por los editores de Time Out, Mi vecino Totoro se clasificó en el puesto número tres.
El personaje de Totoro realizó cameos en varias otras cintas de Studio Ghibli, así como también en otros medios, siendo reconocido como uno de los personajes más populares de la animación japonesa. Totoro obtuvo el lugar 24 del top 25 de IGN de personajes de anime.

## Argumento
Japón, año 1958. El profesor universitario Tatsuo Kusakabe y sus dos hijas, Satsuki y Mei, se trasladan a una antigua residencia rural para estar más cerca del hospital donde la madre de las niñas, Yasuko, se recupera de tuberculosis. Satsuki y Mei descubren que la casa está habitada por diminutas criaturas de hollín llamadas susuwatari —espíritus pequeños, oscuros y similares al hollín que viven en lugares abandonados—. Cuando las niñas y su padre se sienten cómodos en su nueva casa y los susuwatari observan que son personas buenas, estos abandonan la residencia, presumiblemente en busca de otro sitio para vivir. Un día, Mei observa a una criatura similar a un conejo blanco y lo sigue por debajo de la casa. Luego descubre que en realidad se trata de un pequeño espíritu, que junto a otra criatura la conducen a través de un camino del bosque y posteriormente hasta el hueco de un gran árbol de alcanfor. Allí, conoce y se hace amiga de una versión mucho más grande del mismo tipo de espíritu, a quien ella identifica como «Totoro» con base de una serie de rugidos que este emite. Mei cae dormida, y al despertar se encuentra de nuevo en el patio de su casa. A pesar de sus muchos intentos, Mei es incapaz de mostrar el árbol de Totoro a su familia. Su padre la conforta diciéndole que Totoro era el «guardián del bosque» y que se dejaría ver cuando él lo quisiera.
Una noche de lluvia, las niñas se proponen a esperar el autobús de su padre y se preocupan cuando este no arriba. Mientras esperan, Mei se duerme y Totoro aparece junto a ellas, con Satsuki viéndolo por primera vez. Totoro solo tiene una hoja en la cabeza para protegerse de la lluvia, por lo que Satsuki le ofrece el paraguas que había llevado para su padre. Totoro queda encantado tanto con el paraguas como por los sonidos hechos por las gotas de lluvia. A cambio, le da un manojo de nueces y semillas a las niñas. Un autobús con la forma de un gato gigante se detiene en la parada y Totoro se aleja en él. Poco después, llega el autobús de su padre.
Las niñas plantan las semillas, pero no parecen florecer. Unos días más tarde, despiertan a medianoche para encontrarse a Totoro y las otras dos criaturas, realizando una danza ceremonial alrededor de nueces y semillas plantadas. Las muchachas se unen a la danza, después de lo cual las semillas brotan y crecen para formar un árbol gigante. Totoro lleva a sus colegas y a las niñas en un paseo. A la mañana siguiente, el árbol desapareció, pero las semillas brotaron, dejando a Satsuki y Mei con la duda de si fue un sueño o no. Poco después, las niñas descubren que la visita de su madre debe ser pospuesta debido a un retroceso en su salud. Satsuki, decepcionada y preocupada, le dice a Mei las malas noticias, quien se niega a aceptarlo. Esto conduce a una discusión entre las hermanas, con Mei decidiendo ir al hospital por su cuenta para llevarle una mazorca a su madre, creyendo que la sanaría.
La desaparición de Mei provoca que Satsuki y los vecinos la busquen por los alrededores. Finalmente, una desesperada Satsuki acude a Totoro por ayuda. Encantado de poder ayudar, este convoca al gatobús, quien la lleva a donde se encuentra Mei. Después de la reunión de las niñas, el gatobús las traslada al hospital para ver a su madre. Las muchachas oyen desde un árbol una conversación entre sus padres, y descubren que su madre solo había permanecido en el hospital para monitorear las secuelas de un resfriado y su salud no corría peligro. Secretamente dejan la mazorca de maíz en el alféizar de la ventana, donde es descubierta por sus padres, y vuelven a casa. En los créditos finales, la madre de Mei y Satsuki vuelve a casa, y las hermanas juegan con otros niños, con Totoro y sus amigos como observadores invisibles.

## Personajes
Los nombres de las niñas hacen referencia al mes de mayo. Mei (メイ) es la transcripción fonética de may en inglés, mientras que Satsuki (サツキ) era el nombre que recibía antiguamente en Japón el quinto mes. En la idea original, solo aparecía una niña de seis años, pero se decidió desdoblar el personaje en dos hermanas. Esto causó algunas confusiones entre los fanáticos, quienes en más de una ocasión se encontraron con imágenes y afiches donde Totoro espera al gatobús en compañía de una pequeña que no aparece en el filme. En los afiches originales solo aparece Satsuki y Totoro esperando el gatobús, Satsuki tiene un cabello diferente.
- Mei Kusakabe (草壁 メイ Kusakabe Mei?): La menor de las hermanas Kusakabe, de cuatro años de edad. Alegre y curiosa, gracias a ella descubrieron a Totoro. Debido a la ausencia de su madre, busca constantemente la atención de su hermana mayor. En el doblaje original, Mei pronuncia mal las palabras, por eso dice Totoro en vez de decir torōru que es como se pronuncia troll en japonés.

- Satsuki Kusakabe (草壁 サツキ Kusakabe Satsuki?): Con once años de edad, es la hermana mayor de Mei, quien trata de cuidar de ella al mismo tiempo que intenta adaptarse a su nuevo entorno y asimila la enfermedad que sufre su madre; todo esto hace que empiece a madurar muy pronto.

- Tatsuo Kusakabe (草壁達夫 Kusakabe Tatsuo?): Es el padre de las niñas y marido de Yasuko. Trabaja en el departamento de arqueología y antropología de la Universidad de Tokio. Siempre se muestra alegre con sus hijas.

- Yasuko Kusakabe (草壁靖子 Kusakabe Yasuko?): La madre de las niñas y esposa de Tatsuo. Debido a que padece de tuberculosis es trasladada a un hospital rural. Su marido y sus hijas se mudan al campo para estar más cerca de ella. Al igual que la señora Kusakabe, la madre de Miyazaki, en 1947, padeció tuberculosis espinal, lo que la mantuvo hospitalizada durante nueve años aproximadamente.

### Totoros

Figura de Dai-Totoro.

Los Totoro (トトロ?) son tres espíritus del bosque que habitan en el interior de un gigantesco árbol milenario, más específicamente, en un alcanforero.
- Gran Totoro (大トトロ Dai-Totoro?): El de mayor tamaño, de color gris y el más conocido de los tres.
- Totoro mediano (中トトロ Chū-Totoro?): De color azul.
- Pequeño Totoro (小トトロ Chibi-Totoro?): De color blanco, similar a un roedor.

### Otros personajes
- Kanta Ōgaki (大垣寛太 Ōgaki Kanta?): Un chico vecino de los Kusakabe, de la misma edad que Satsuki. A causa de su timidez, parece no llevarse bien con las chicas. Este personaje comparte la afición de Miyazaki por los aeroplanos.

- Obaa-chan (お祖母ちゃん?): Una de las abuelas de Kanta y vecina de los Kusakabe. Trabaja cultivando su huerto y cuida de las niñas cuando su padre está ausente.

- Gatobús (猫バス Nekobasu?): Tal como su nombre indica, se trata de un espíritu-gato (bakeneko) que ha tomado la forma de un autobús. Acude a la llamada de Totoro, quien lo utiliza como medio de transporte. Entre otras peculiaridades: puede volar, posee seis pares de patas y poderes que le permiten desplazarse a velocidades increíbles sin ser visto.

- Susuwatari (真っ黒黒すけ?): Su nombre significa «algo muy negro y oscuro». En el doblaje inglés, se tradujo como «dust bunnies» (pelusa). Son pequeñas criaturas que viven en las casas deshabitadas, construyendo madrigueras invisibles y convirtiéndolo todo en polvo.

## Producción
El director artístico del filme fue Kazuo Oga, el cual dibujó y diseñó a Totoro cuando Hayao Miyazaki le enseñó una imagen de Totoro encima de una montaña. Miyazaki quiso darle una oportunidad a Oga de elevar sus estándares, que se lo tomó como un reto a su carrera y experiencia artística. Gracias a Mi vecino Totoro, la carrera de Oga gozó de una mayor popularidad y prestigio. Miyazaki y Oga debatieron cuál iba a ser la paleta de colores de Mi vecino Totoro. Oga se decantaba por colores más tenues que recordaran a la prefectura de Akita, mientras que Miyazaki prefería unos tonos más cálidos para que los colores se asemejaran más a la región de Kantō; al final terminó siendo una mezcla de ambos. Toshio Suzuki, productor principal de Studio Ghibli, afirmó que «era la naturaleza pintada con colores translúcidos».
El enfoque meticuloso de Oga en el filme hizo que el diario International Herald Tribune definiera su estilo como «[actualizando] la tradicional percepción animista que los japoneses tienen de una naturaleza totalmente y espiritualmente viva».

«Situado en un período que es a la vez moderno y nostálgico, la película crea un universo fantástico, pero extrañamente creíble de criaturas sobrenaturales que coexisten con la modernidad. Una gran parte de esto proviene de los antecedentes evocadores de Oga, que dan a cada árbol, seto y curva de la carretera una sensación indefinible de familiaridad que parece lista para brotar en la vida sensitiva».

El trabajo de Oga en el filme fue el comienzo de una larga colaboración con Studio Ghibli. El estudio le asignaba trabajos que correspondían a sus aptitudes y su estilo característico se convirtió en uno de los íconos del estudio.
Según comentó Miyazaki, la secuencia de apertura de la película no estaba prevista en el guion gráfico: «La secuencia se determinó a través de modificaciones y combinaciones determinadas por el timing. Los elementos se crearon de uno en uno y se combinaron en las timesheets». A su vez, la secuencia del final muestra el regreso a casa de la madre de las niñas y su buena salud se da a conocer cuando se la ve jugando con Satsuki y Mei en el jardín.

## Voces
El estudio de doblaje en España fue Tecnison S.A., cuya sede se encuentra en Madrid, mientras que el estudio de doblaje en México fue Estudios Tokio, de la Ciudad de México.
| Personaje          | Actor de voz      | Actores de voz      | Actores de voz         | Actores de voz  |
| ------------------ | ----------------- | ------------------- | ---------------------- | --------------- |
| Totoro             | Hitoshi Takagi    | Juan Perucho        | Juan Alfonso Carrelero | Frank Welker    |
| Satsuki Kusakabe   | Noriko Hidaka     | Sandra Jara         | Jahel Morga            | Dakota Fanning  |
| Mei Kusakabe       | Chika Sakamoto    | Eva Díez            | Belinda Martínez       | Elle Fanning    |
| Kanta Ōgaki        | Toshiyuki Amagasa | Amparo Bravo        | Emilio Treviño         | Paul Butcher    |
| Nanny              | Tanie Kitabayashi | Ana Díaz Plana      | Love Santini           | Pat Carroll     |
| Tatsuo Kusakabe    | Shigesato Itoi    | Ignacio Gijón       | Carlos Enrique Bonilla | Tim Daly        |
| Abuela de Kanta    | Reiko Suzuki      | Begoña Hernando     | Ángela Villanueva      | Debbie Reynolds |
| Madre de Kanta     | Hiroko Maruyama   | Amparo Valencia     | Mayra Arellano         | Melanie McQueen |
| Yasuko Kusakabe    | Sumi Shimamoto    | Laura Palacios      | Diana Pérez            | Lea Salonga     |
| Gatobús            | Naoki Tatsuta     | Juan Antonio Arroyo | Carlos Enrique Bonilla | Frank Welker    |
| Labrador           | Shigeru Chiba     | Juan Perucho        | Juan Alfonso Carralero | Evan Sabara     |
| Mujer del tractor  | Yūko Mizutani     | Begoña Hernando     | Love Santini           | Lara Cody       |
| Hombre del tractor | Daiki Nakamura    | Juan Antonio Arroyo | José Luis Orozco       | Steve Kramer    |
| Profesora          | Machiko Washio    | Begoña Hernando     | Diana Pérez            | Tress MacNeille |

## Distribución y recepción mundial
Mi vecino Totoro tuvo un enorme éxito en su estreno en Japón en 1988. El impacto cultural fue tan grande que Totoro se convirtió en la mascota del estudio y es tan popular en los niños japoneses como Winnie the Pooh para los niños occidentales. Hayao Miyazaki, que ya había dirigido Nausicaä del Valle del Viento y El castillo en el cielo, decidió empezar a escribir el guion y a encargarse de la dirección de Mi vecino Totoro justo después de acabar la segunda película. Fue una producción paralela a otra obra del estudio, La tumba de las luciérnagas, de su mentor Isao Takahata. Ambas películas fueron estrenadas la misma fecha y una detrás de otra. Fue hecho así para «demostrar la cara y cruz de la temática que ambas trataban». No solo eso, con el éxito de la película, el estudio encontró otra manera de recaudación que fue el merchandising.
En Estados Unidos se estrenó en 1993, siendo el primer país occidental en recibir la película. Los críticos estadounidenses acogieron muy bien la película, y diarios como The New York Times la definieron como «una bella y artística obra maestra». En el año 2005, Mi vecino Totoro fue relanzada en DVD, distribuida por Disney con un nuevo doblaje al inglés, contando con voces como la de Dakota Fanning en el papel de Mei.
En Europa el estreno de Mi vecino Totoro fue más tardío. Finlandia fue el primer país europeo que estrenó la película en el año 1995. En España la película se lanzó directamente en VHS en el año 1996. Francia estrenó la película en diciembre de 1999, reestrenándola otra vez en los cines en agosto de 2002. Aprovechando el reestreno de la película en Francia, Mi vecino Totoro se estrenó en Suiza y Bélgica en el verano de ese mismo año. En el Reino Unido se estrenó en DVD en marzo de 2006. En Alemania, Dinamarca, Suecia, Noruega, Polonia y Turquía se estrenó en 2007. En el año 2009 se estrenó en Italia y España, en septiembre y octubre de ese año respectivamente, siendo en España la primera vez que Mi vecino Totoro se estrenara en los cines, y se editó en formato DVD el 9 de diciembre de ese mismo año.
En Iberoamérica, la película se estrenó en VHS a lo largo de la década de 1990 (en Brasil se estrenó en 1995). Si bien se perdió el doblaje de la película, se ha podido recuperar gracias a portales de vídeo gratuitos. En México se volvió a doblar para su lanzamiento en DVD el 15 de mayo de 2010, mediante la distribuidora Zima.
Tal fue el éxito en su estreno original que Totoro hace breves apariciones en otras películas del estudio, como en Susurros del corazón o Pompoko. En la película Toy Story 3, Totoro es uno de los juguetes que aparecen, aunque no tiene un papel relevante. Este cameo se debe a la admiración que John Lasseter, director creativo de Pixar, tiene por la obra de Hayao Miyazaki.
Cuando se reestrenó por última vez en Japón en 2006, la cantante Aya Matsuura compuso dos canciones referentes a la película, que trae incluidas en el DVD del reestreno de 2006.

### Cortometraje
Mei y el gatobús (めいとこねこバス Mei to Konekobasu?), escrito y dirigido por Hayao Miyazaki, es un cortometraje realizado en 2003 que narra las aventuras de Mei Kusakabe y el Busminino (descendiente del Gatobús).

## Premios y nominaciones
| Premio               | Año  | Categoría                   | Resultado |
| -------------------- | ---- | --------------------------- | --------- |
| Kinema Junpo Award   | 1989 | «Mejor película»            | Ganadora  |
| Kinema Junpo Award   | 1989 | «Mejor película japonesa»   | Ganadora  |
| Mainichi Film Awards | 1989 | «Mejor película»            | Ganadora  |
| Mainichi Film Award  | 1989 | «Premio Ofuji Noburo»       | Ganadora  |
| Blue Ribbon Awards   | 1989 | «Premio especial»           | Ganadora  |
| Animage Anime Awards | 1989 | «Grand Prix prize»          | Ganadora  |
| Premio Seiun         | 1989 | «Mejor medio»               | Ganadora  |
| Premios Saturn       | 1995 | «Mejor película por género» | Nominada  |